# Departamentos Regionais de Saúde

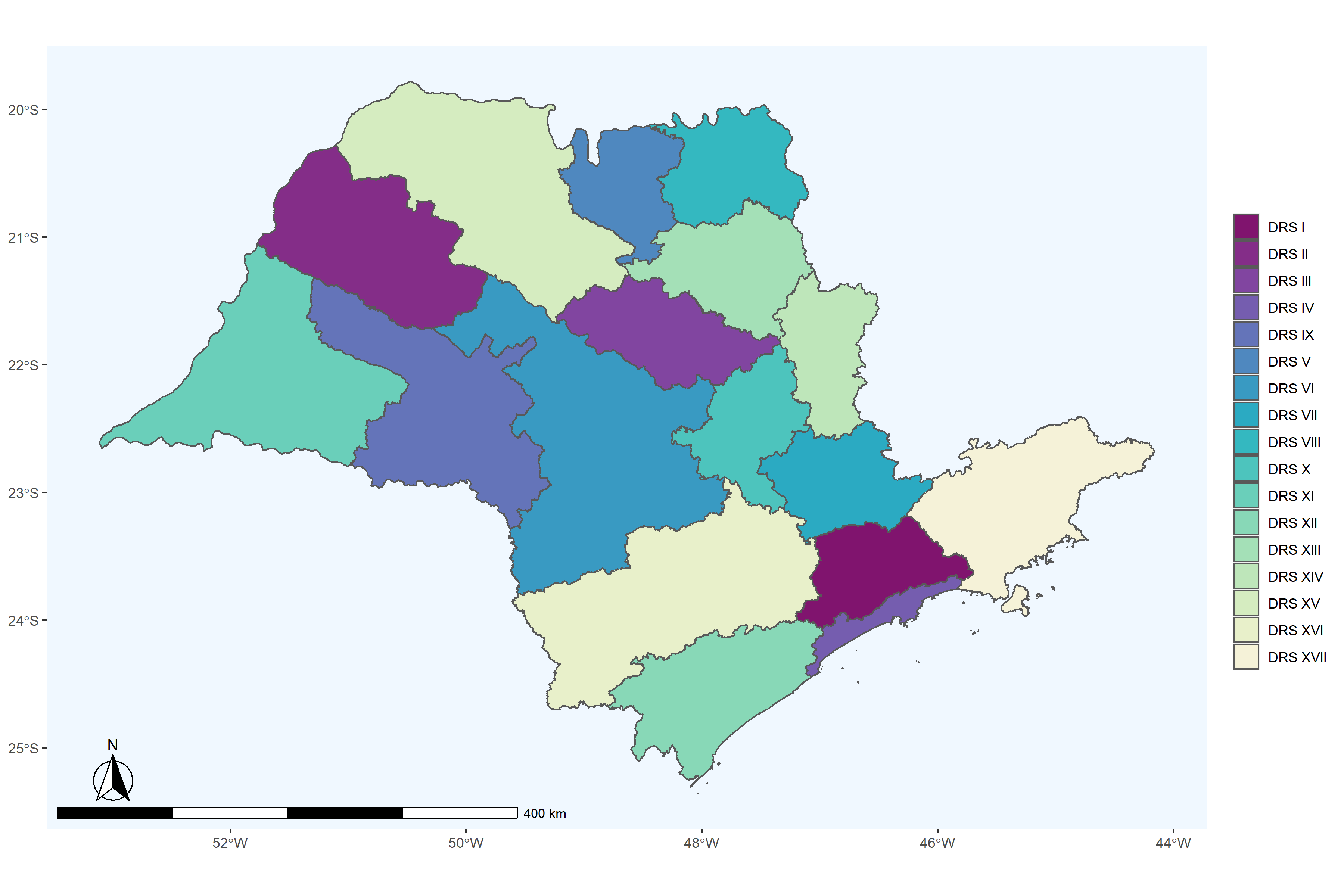
Mapa dos Departamentos Regionais de Saúde do Estado de São Paulo.

Os Departamentos Regionais de Saúde (DRS) representam divisões territoriais de natureza político-administrativa no Estado de São Paulo. Foram criados inicialmente em 1986, com o nome "Escritórios Regionais de Saúde" (ERSA), como unidades de gerência da Secretaria de Saúde. Eram 15 ESRA na Região Metropolitana de São Paulo e 42 distribuídos entre os demais municípios do Estado. Em 1995, os ESRA receberam o nome de Direções Regionais de Saúde (DIR) e foram divididos em 26 direções. Em 2006, os DIR receberam o nome de Departamentos Regionais de Saúde (DRS) e foram divididos em 17 departamentos.
Os DRS não equivalem às Redes Regionais de Atenção à Saúde (RRAS), as quais foram criadas em 2010 pelo Ministério da Saúde e, portanto, são divisões de abrangência nacional. Apesar disso, a divisão territorial das RRAS é muitas vezes sobreposta àquela previamente definida pelos DRS.  

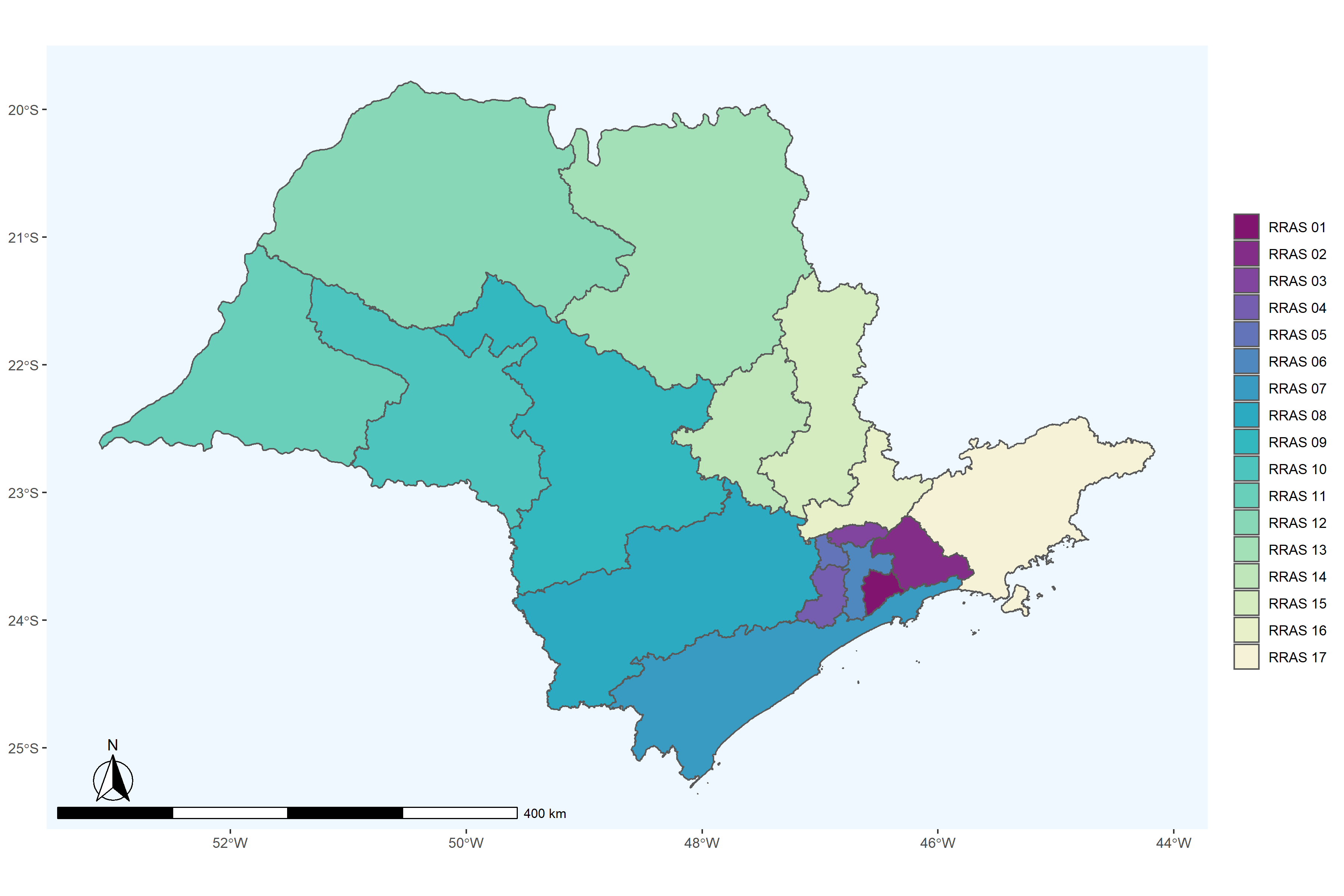
Mapa das Redes Regionais de Atenção à Saúde (RRAS) do Estado de São Paulo.

Os DRS são responsáveis, dentre outras coisas, pelo planejamento de investimentos, monitoramento e publicidade de análises e indicadores de saúde, análise epidemiológica e de riscos, e controle de aplicação de recursos estaduais e federais do SUS. As RRAS, por sua vez, foram criadas para organização da oferta de serviços, integrados por meio de sistemas de apoio logístico. As RRAS e os DRS, portanto, atuam em conjunto, mas com funções diferentes. Cada RRAS é responsável por implantar um complexo regulador, que faz a gestão das DRS e opera a Central de Regulação de Oferta de Serviços de Saúde (CROSS), que faz o encaminhamento de pacientes para os serviços necessários.
Outra diferença entre os DRS e as RRAS está no caráter descentralizador desta última. Por exemplo, no Estado de São Paulo, cada RRAS é subdividida de 1 a 12 Regiões de Saúde, segundo deliberação da Comissão Intergestores Bipartite e levando em consideração as necessidades locais.
Os DRS com melhor desempenho estão concentradas no oeste paulista, especialmente os DRS XV (região de São José do Rio Preto), V (região de Barretos) e XI (Presidente Prudente).